# Redżep Sełman
Redżep Sełman, mk. Redžep Selman  (ur. 8 kwietnia 1986 w Ochrydzie) – macedoński lekkoatleta, specjalizujący się w trójskoku, olimpijczyk. Wystąpił w igrzyskach olimpijskich w 2008 roku, w Pekinie. Nie zdobył żadnych medali.

## Letnie Igrzyska Olimpijskie 2008 w Pekinie
| Konkurencja | Eliminacje | Eliminacje | Finał                          | Finał                          | Klas. końcowa | Klas. końcowa |
| Konkurencja | Czas       | Miejsce    | Czas                           | Miejsce                        | Czas          | Miejsce       |
| ----------- | ---------- | ---------- | ------------------------------ | ------------------------------ | ------------- | ------------- |
| trójskok    | 15.29      | 37         | → Odpadł z dalszej rywalizacji | → Odpadł z dalszej rywalizacji | 15.29         | 1 runda       |